# Glykokalyx
Die Glykokalyx ist eine Schicht an der Außenfläche der Zellmembran bei eukaryotischen und prokaryotischen Zellen, aber auch an der Außenseite der Zellwand bei prokaryotischen Zellen. Die Glykokalyx wird auch Kapsel oder Schleimhülle genannt, wobei sich Kapsel und Schleimhülle im Detail unterscheiden. Die Kapsel ist mit der Zellwand fest verbunden, dies trifft nicht für die Schleimhülle zu. Die Glykokalyx besteht aus Polysacchariden, die kovalent an die Membranproteine (Glycoproteine) und Membranlipide (Glycolipide, Phospholipide, Cholesterol und Sphingolipide) gebunden sind.

## Allgemeines

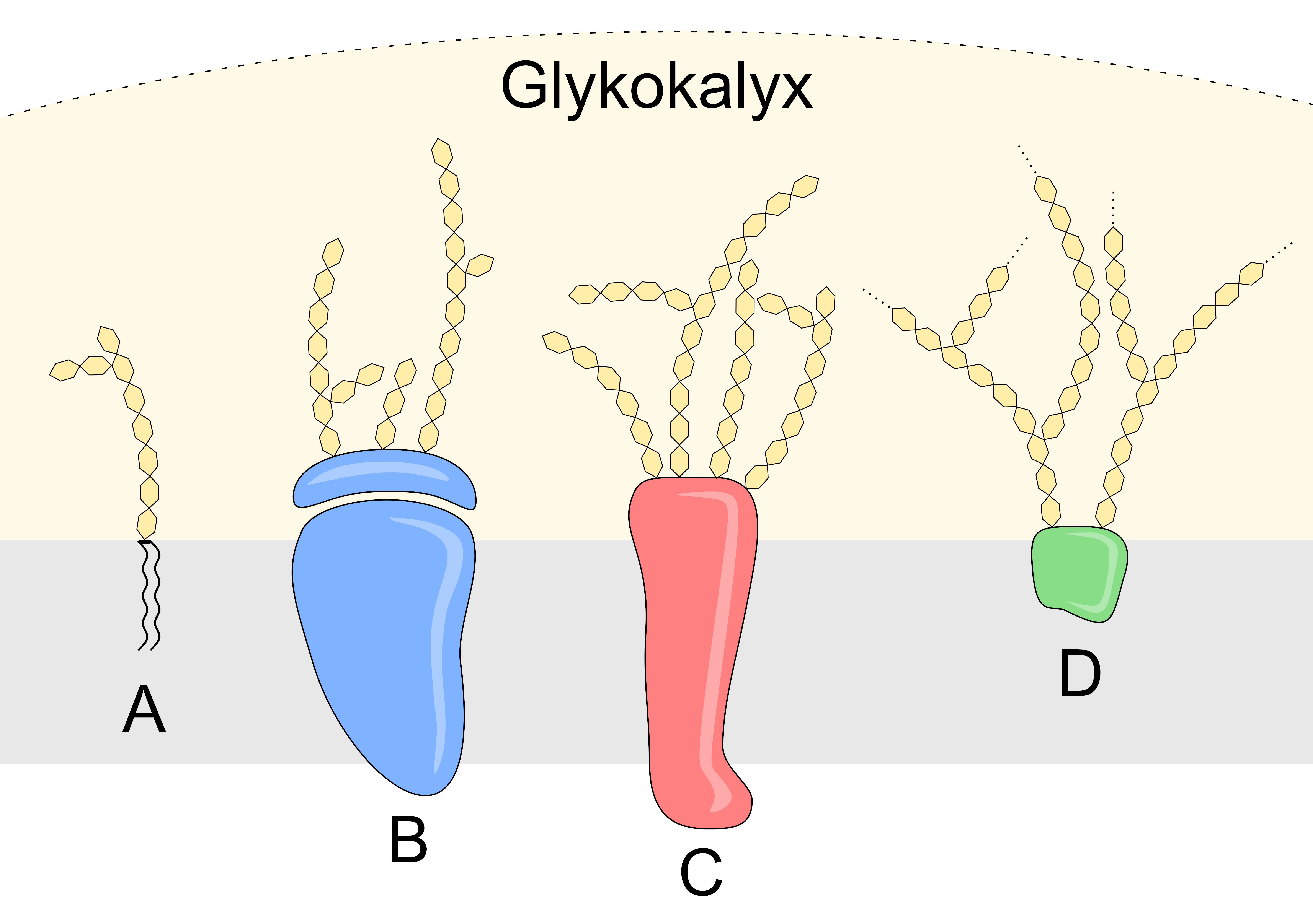
Bestandteile der Glykokalyx:
A) Glykolipid
B) peripheres Glykoprotein
C) integrales Glykoprotein
D) Proteoglykan

Lebende Zellen, sowohl von Pro- als auch Eukaryonten, werden von einer Membran, der Zell- bzw. Plasmamembran, umhüllt. Sie stellt gewissermaßen eine halbdurchlässige Grenze zur "äußeren Umgebung" dar. Fast alle biologischen Membranen tragen auf ihrer Oberfläche eine unterschiedlich dicke Schicht aus Zuckerresten.
Die Glykokalyx besteht aus Oligosacchariden, welche an fast allen membranösen Proteinen (dann Glykoproteine), aber auch in geringerer Zahl an Lipiden (dann Glykolipide) kovalent gebunden sind. Bei Zuckerresten handelt es sich nur um eine begrenzte Anzahl von Zuckern, nämlich Glucose, Fucose, Mannose, Glucosamin, Sialinsäuren und Galaktosamin. Die Sialinsäuren verursachen an der Zellmembranoberfläche eine negative Ladung (siehe Kathode). Die Glykokalyx wird regelmäßig erneuert.
Zu beachten ist, dass bei Pflanzen keine Glykokalyx vorhanden ist.
Ihre Dicke kann variieren und sie kann bei grampositiven wie gramnegativen Bakterien (Gramfärbung) vorkommen. Die Kapsel kann das Volumen des Bakteriums stark vergrößern. Es bleiben unter der Kapselschicht alle anderen Zellwandschichten erhalten.
Bei Biomembranen hängt dieser verzweigte Zucker zu 90 % an Membranproteinen und zu 10 % an Glykolipiden.
In der Glykokalyx insbesondere tierischer Zellen bzw. Gewebe lassen sich fünf phylogenetisch hochkonservierte Moleküle bzw. Molekülfamilien, die für die interzellulare Kommunikation (Zellerkennung, -kontakt und -haftung) von Bedeutung sind, unterscheiden: Immunglobuline, Integrine, Cadherine, Selektin und Zelladhäsionsmoleküle.
Eine große Anzahl der Mitglieder der einzelnen Molekülfamilien stehen mit dem Mikrofilament-System der Zellen in Beziehung oder sind an GTP-bindende Proteine aus der Zellmembran angekoppelt, andere stehen mit dem MAP-Kinase-Weg in Verbindung.

## Bedeutung
Diese Kapseln dienen bei einzelligen Organismen, wie den Bakterien:

Extrazellulären bakterielle Strukturen: 1. einfache bakterielle Kapsel 2. Glykokalyx (Schleimschicht) 3. mikrobieller Biofilm extrazelluläre polymere Substanzen (EPS)

- als Schutz vor Austrocknung (Dehydratation)
- als Schutz vor Phagozytose
- Anheften an Oberflächen (bspw. auf dem Zahnschmelz, siehe hierzu auch Zahnplaque)
- als Pathogenitätsfaktor

Bei den vielzelligen Organismen etwa bestimmt die Glykokalyx der Erythrozyten  die Blutgruppe und beinhaltet den Rhesusfaktor. Zudem ist die Glykokalyx ein wichtiger Bestandteil der Blutgefäßwand. Zusammen mit der Endothelzelllinie bildet sie eine sog. "Doppelbarriere". Die endotheliale Glykokalyx bindet Albumin und baut so einen kolloidosmotischen Druckgradienten auf, der die Flüssigkeit im Blutgefäßsystem vor dem Übertritt in das Gewebe bewahrt. Eine Zerstörung der endothelialen Glykokalyx führt zu einem erheblichen Übertritt von Flüssigkeit und Proteinen aus den Blutgefäßen ins Gewebe (Interstitium). Sie steht auch im Mittelpunkt bei der Entwicklung des septischen Krankheitsbildes.

## Zusammensetzung
Die Glykokalyx wird aus Saccharose gebildet. Bei der Synthese gibt es zwei unterschiedliche Möglichkeiten. Je nachdem wie die Zusammensetzung erfolgt, unterscheidet man zwischen:
Levan: Die Grundeinheit stellt ein Glucose-Molekül dar, an welchem daraufhin die Synthese von Fructose erfolgt.
Glc-(Fru-β2,6-Fru)n
Beispiele: Bacillus, Pseudomonas, Streptococcus salivarius, Xanthomonas
Dextran: Die Grundeinheit stellt ein Fructose-Molekül dar, an welchem daraufhin die Synthese von Glucose erfolgt.
Fru-(Glc-α1,6-Glc)n
Beispiele: Leuconostoc, Streptococcus

## Biosynthese
Zur Aktivierung wird unter Verbrauch von UTP (Uridin-Triphosphat) ein Uridin-Diphosphat-Zucker hergestellt. Bei der Hydrolyse des Phosphat-Esters wird Pyrophosphat freigesetzt, sodass genügend Energie für die Ausbildung einer glycosidischen Bindung zwischen den Monosacchariden zur Verfügung steht. Das katalysierende Enzym ist die Levan- bzw. Dextran-Sucrase.